# Lunenburg (municipalité de district)
Pour les articles homonymes, voir Lunenburg.

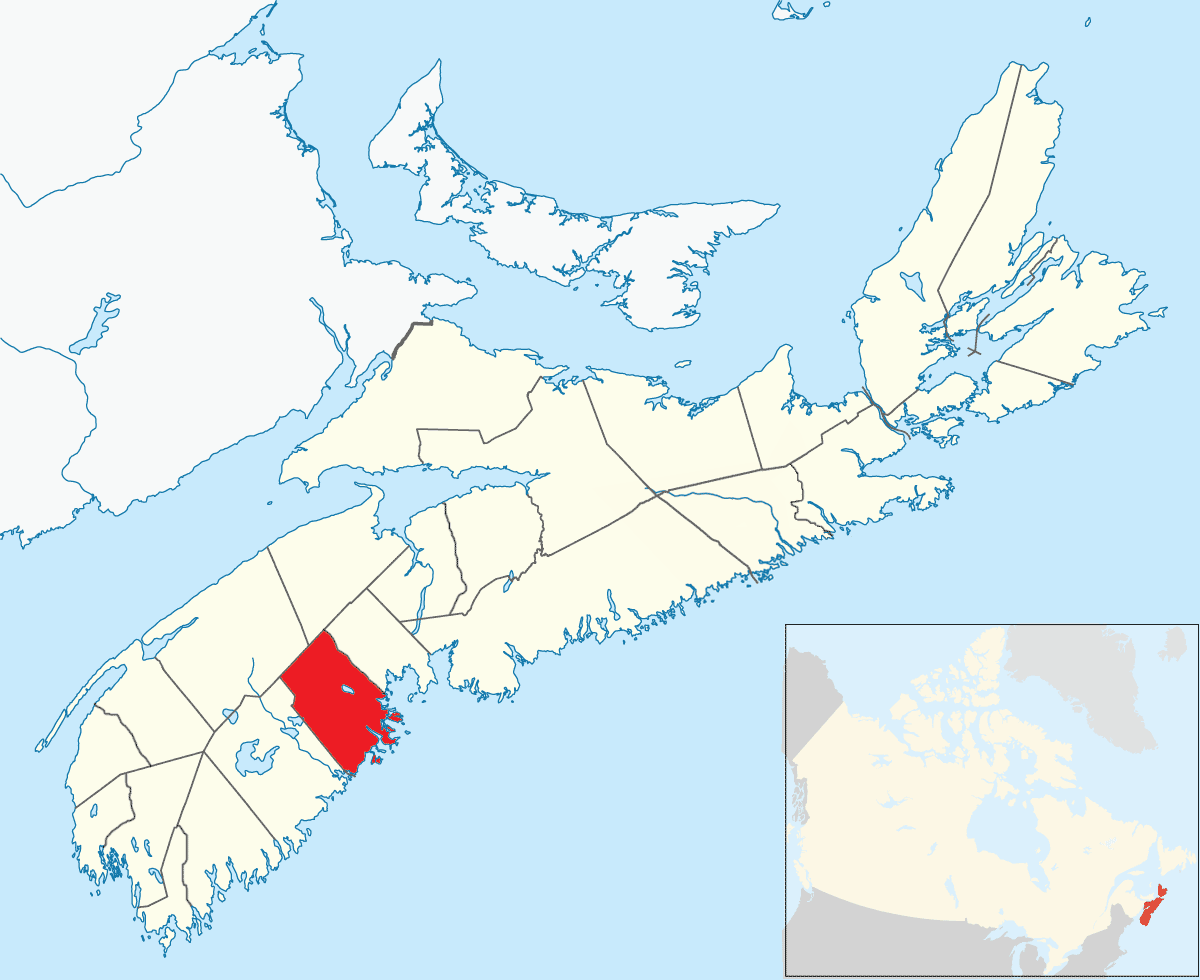
Localisation de la municipalité de district de Lunenburg dans la province de la Nouvelle-Écosse

Lunenburg est une municipalité de district de la Nouvelle-Écosse au Canada.

## Démographie
| 2001  | 2006  | 2011  | 2016  |
| ----- | ----- | ----- | ----- |
| 2 568 | 2 317 | 2 313 | 2 263 |